# August von Seinsheim
August Karl Graf von Seinsheim (* 11. Februar 1789 in München; † 18. Dezember 1869 ebenda) war ein deutscher Maler.

## Leben

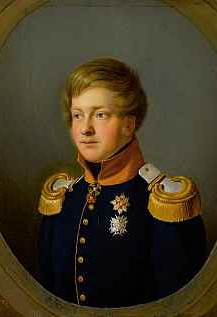
August von Seinsheim, Porträt des Maximilian von Baden, 1817

August von Seinsheim wurde 1789 als Sohn von Maximilian und Marianne von Seinsheim geboren. Seine künstlerische Begabung wurde von Pfarrer Auranger von Sünching entdeckt und gefördert. Der Pfarrer machte Seinsheim mit dem Landschaftsmaler Johann Georg von Dillis und dem Porträtmaler Johann Georg Edlinger bekannt. Seinsheim studierte trotz der künstlerischen Begabung an der Universität Landshut von 1809 bis 1811 Rechtswissenschaften. Zeitgleich bildete er sich bei Simon Petrus Klotz fort.
Nach Abschluss des Studiums widmete er sich ab dem Sommer 1812 ganz der Malerei. Von 1813 bis 1816 besuchte er die Königliche Akademie der Künste in München bei Johann Peter und Robert von Langer. In den Jahren 1816/17 unternahm er mit seinem Bruder eine Italienreise und ließ sich einige Zeit in Rom nieder. Hier schloss er sich den Nazarenern Peter von Cornelius und Friedrich Overbeck an und probierte sich auch in der Freskenmalerei aus.
Von 1837 bis 1867 war er Mitglied der Kammer der Reichsräte der Bayerischen Ständeversammlung.

## Werk
August von Seinsheim malte vor allem religiös-historische Motive für Altartafeln in Kirchen und Kapellen in Bayern. Außerdem malte er zahlreiche Porträts, war Lithograf und Radierer.

## Auszeichnungen und Ehrungen
- 1824: Ehrenmitglied der Münchner Akademie[1]